# Migue García Díaz
Miguel Alberto García Díaz (Huelma, Jaén, 17 de abril de 1991), más conocido como Migue García o simplemente Migue, es un futbolista profesional español que juega como lateral izquierdo en el real jaén de la tercera Federación. Debutó como profesional en 2010 en las filas del Atlético La Zubia.

## Trayectoria
El centrocampista llegó al Granada CF la temporada 2011/2012. Un curso más tarde jugó cedido en la SD Huesca, para volver al año siguiente a la ciudad granadina y jugar con el filial la primera vuelta de la temporada 2013/2014. En el mercado de invierno de esa misma temporada fue cedido al Cádiz CF equipo con el que disputó 17 partidos y marcó 3 goles. En la última temporada el futbolista jugó de nuevo cedido en el conjunto gaditano, con el que disputó un total de 36 partidos y anotó 3 goles.
En 2015, Migue deja el Granada para firmar en el Racing de Santander. El club nazarí rescinde el contrato del jugador tras su paso dos temporadas por el equipo gaditano y sigue en Segunda B
En 2016, el lateral izquierdo quien sumó 35 partidos y 4 goles en Segunda B la temporada anterior con el Racing, se compromete hasta junio de 2018 con el Reus Deportiu.
El julio de 2018, fichó por el UCAM Murcia.
En julio de 2021, fichó por el Club Deportivo Toledo.
En julio de 2022, firma por la U. D. Melilla de la Segunda Federación.

## Clubes
| Club                          | País   | Año           |
| ----------------------------- | ------ | ------------- |
| Atlético La Zubia             | España | 2010-2011     |
| Granada CF B                  | España | 2011-2013     |
| SD Huesca (cedido)            | España | 2013          |
| Granada CF B                  | España | 2013-2014     |
| Cádiz Club de Fútbol (cedido) | España | 2014-2015     |
| Real Racing Club de Santander | España | 2015-2016     |
| Club de Futbol Reus Deportiu  | España | 2016-2018     |
| UCAM Murcia                   | España | 2018-2019     |
| Recreativo Granada            | España | 2020-2021     |
| Club Deportivo Toledo         | España | 2021-2022     |
| U. D. Melilla                 | España | 2022-presente |

## Estadísticas
| Temporada     | Club              | Categoría                 | Liga  | Liga  | Copa  | Copa  | Fases Ascenso | Fases Ascenso | Total | Total |
| Temporada     | Club              | Categoría                 | Part. | Goles | Part. | Goles | Part.         | Goles         | Part. | Goles |
| ------------- | ----------------- | ------------------------- | ----- | ----- | ----- | ----- | ------------- | ------------- | ----- | ----- |
| 2010/11       | Atlético La Zubía | Primera División Andaluza | 24    | 11    | -     | -     | -             | -             | 24    | 11    |
| 2011/12       | Granada CF B      | Primera División Andaluza | 29    | 5     | -     | -     | -             | -             | 29    | 5     |
| 2012/13       | Granada CF B      | Tercera División          | 20    | 6     | -     | -     | -             | -             | 20    | 6     |
| 2012/13       | SD Huesca         | Segunda División          | 11    | 0     | -     | -     | -             | -             | 11    | 0     |
| 2013/14       | Granada CF B      | Segunda División B        | 6     | 0     | -     | -     | -             | -             | 6     | 0     |
| 2013/14       | Cádiz CF          | Segunda División B        | 16    | 2     | -     | -     | 1             | 0             | 17    | 2     |
| 2014/15       | Cádiz CF          | Segunda División B        | 32    | 4     | 4     | 1     | 4             | 0             | 40    | 5     |
| 2015/16       | Racing Santander  | Segunda División B        | 35    | 4     | 1     | 0     | -             | -             | 39    | 4     |
| 2016/17       | CF Reus Desportiu | Segunda División          | 10    | 0     | 1     | 0     | -             | -             | 11    | 0     |
| 2017/18       | CF Reus Desportiu | Segunda División          | 8     | 0     | -     | -     | -             | -             | 8     | 0     |
| Total carrera | Total carrera     | Total carrera             | 191   | 32    | 6     | 1     | 5             | 0             | 202   | 33    |